# René Duverne
Pour les articles homonymes, voir Duverne et Pierre Régis (homme politique).
René Duverne, né le 7 mai 1893 à Lure en Haute-Saône et mort le 20 avril 1974 à Aix-en-Provence, est un écrivain français de romans pour la jeunesse et de romans populaires. Fils d'un employé des postes et d'une mère "sans profession" au moment de sa naissance, le romancier demeure mal connu. Il est aussi l'auteur de pièces de théâtre généralement édifiantes et moralisatrices écrites avant la Première Guerre mondiale. De 1933 à 1939, René Duverne est rédacteur en chef de la revue mensuelle Mon théâtre publiée à Niort. Il a aussi publié sous le pseudonyme Pierre Régis.

## Biographie
René Duverne a été fonctionnaire au ministère des Finances. Parmi des activités sociales très diverses, il s'est occupé particulièrement de la protection de l'enfance. Il participe aux journaux catholiques pour la jeunesse de la Maison de la Bonne Presse (L'Étoile Noëliste, Le Noël, Bayard, Bernadette) et des éditions Fleurus (Cœurs Vaillants, Âmes vaillantes), ces deux maisons ayant publié une grande partie de son œuvre.

## Publications
(liste non exhaustive)
- Pouck. Vie et aventures d'un petit garçon pendant la guerre, Plon, 1919
- Brindille Pacha et Cie, Paris, Plon, 1921
- Le Testament du Chemineau, Bordeaux, La Renaissance provinciale, 1924
- L’Églantine et le Genêt, - Maison de la Bonne Presse, 1925
- La Victime expiatoire (nouvelle), Illustration de Georges Scott, La Petite Illustration, 1926
- Huguette chez les Calanquois - Maison de la Bonne Presse, 1929 et 1936
- De la falaise à la plage, - Maison de la Bonne Presse, 1929
- Le coin du feu, publié sous le pseudonyme de Pierre Régis, 1929, Éditions Bayard
- Le Poing tendu - Fayard et Cie, 1930
- Le Lac mystérieux, - Romans cinématiques no 17, Illustrations d'Eugène Damblans, Maison de la Bonne Presse, 1930 et 1947
- Mademoiselle Codex - Maison de la Bonne Presse, 1931
- Un héritage embarrassant, publié sous le pseudonyme de Pierre Régis, 1931, Éditions Gauthier-Languereau / Bibliothèque de ma fille.

- Prix Montyon 1932 de l'Académie française
- La Folle Poursuite du chapeau volé, - Romans cinématiques no 23, Maison de la Bonne Presse, 1932
- La Maison automobile - Romans cinématiques no 27, Illustrations d'Eugène Damblans, Maison de la Bonne Presse, 1933 et 1953
- Toutes voiles dehors, - Maison de la Bonne Presse, 1933
- Miette et son parrain, - Maison de la Bonne Presse, 1933
- Le Tour du monde d'un cœur vaillant, Collection Cœurs Vaillants Office Général des Œuvres/Librairie L'École, 1934
- Pour sauver Pillou, - Romans cinématiques no 39, Maison de la Bonne Presse, 1937
- L'Histoire du sous-marin "Gnome" Illustrations de Jean de Chastellus, Collection "Aventures pour enfants", Librairie Saint-Charles, Bruges Années 30
- La Petite Gazelle des sables - Maison de la Bonne Presse, 1936
- La Croisière immobile - Librairie Bloud et Gay, 1936
- Feux tournants, Maison de la Bonne Presse, 1936
- Dans les poches des autres (pièce en un acte pour garçonnets) 1937
- Manou grandit, Imprimerie Maison de la Bonne Presse, 1937
- Le Choix, pièce en un acte, 1938
- Le Mystère du château maudit - Illustré par André Pécoud, Hachette, collection Bibliothèque rose illustrée, 1945
- Teddy chez les cheftaines - Illustré par André Pécoud, Hachette, coll. Bibliothèque rose, 1946
- Françoise ou l'étrangère, Maison de la Bonne Presse, 1946
- Alerte sur le monde - Collection "Étoiles", Maison de la Bonne Presse, 1946
- L'Honnête Homme, Drame en 3 actes, Librairie Gabriel Enault, 1947
- Les Petits Naufragés de Bonifacio- Éditions Bonduelle, Cambrai, 1947
- Barrage en Éthiopie, Collection Histoire et Joie, Cahier no 36, Les Cœurs Vaillants et Âmes Vaillantes de France, 1948
- Mariselle aux yeux clos Illustrations Etienne Le Rallic - Collection Âmes Vaillantes, éditions Fleurus, 1948
- Drôle de fille - Maison de la Bonne Presse, Collection "La Frégate", no 38, 1949
- Cinq enfants dans une île - Paris, Hachette, Illustrations André Pécoud, coll. Bibliothèque rose, 1949
- Le Lac sans fond - éditions Fleurus, Illustrations Frédéric-Antonin Breysse, Collection Jean-François, 1950
- Quadrille - Collection Stella no 560 , Éditions Montsouris, 1950
- La Percée des Mammouth's Mountains - Fleurus, Illustrations Frédéric-Antonin Breysse, Collection Jean-François, 1950
- Dix filles dans une île - Collection Âmes Vaillantes, éditions Fleurus, 1951
- L'Affaire  des pétroles sous-marins Illustrations Frédéric-Antonin Breysse - Fleurus, Collection Jean-François, 1952
- La Petite Fille de Nouméa Illustrations de Noël Gloesner - Collection Âmes Vaillantes, éditions Fleurus, 1952
- Atoll 72  - illustrations de Noël Gloesner, Collection Jean-François, 1953
- Le Mystère du gouffre Illustrations Pierre Brochard - éditions Fleurus, Collection Jean-François, 1954
- Drôles de vacances Illustrations Maurice de La Pintière - Collection Monique, Éditions Fleurus-Mame, 1955
- Marie-Jeanne et moi, Collection La Frégate, no 119, Maison de la Bonne Presse, 1956
- Le Grand Jeu de Païolive Illustrations Yvon Marie - Collection Monique, éditions Fleurus-Mame, 1959
- L'Étrange menace - Illustration Roger Brard, Collection Vastes horizons, Éditions BIAS, 1960
- Mystère au Kalahari Illustration Saint-Justh - Delagrave, Aventure et Jeunesse 1962